# Горечавочка болгарская
Горечавочка (гентианелла) болгарская (лат. Gentianella bulgarica) — вид двудольных растений рода Горечавочка (Gentianella) семейства Горечавковые (Gentianaceae). Под текущим таксономическим название растение описано чешским ботаником Иосифом Голубом в 1967 году.

## Распространение, описание
Встречается в Болгарии, Албании и Румынии, сообщается также о произрастании вида на территории Греции.
Стебель 5—20 см высотой, стройный, прямой или стелющийся. Листья продолговато-ланцетные. Цветки размером 1,2—2 см, беловатые или сиреневые.
Число хромосом — 2n=36.

## Синонимы
Синонимичные названия:
- Gentiana bulgarica Velen.
- Gentiana germanica subsp. bulgarica (Velen.) Hayek
- Gentiana rhodopea Formánek
- Gentianella bulgarica f. albiflora Delip.